# Barnola-Gletscher
Der Barnola-Gletscher ist ein 6 km langer und 4 km breiter Gletscher auf der James-Ross-Insel im antarktischen Weddell-Meer. Er fließt in westlicher Richtung zur Röhss-Bucht.
Das UK Antarctic Place-Names Committee benannte ihn 2012 nach Jean-Marc Barnola, Leiter der französischen Wissenschaftler im französisch-britischen Bohrprojekt auf der James-Ross- und der Berkner-Insel.